# Algade (Aalborg)
 For alternative betydninger, se Algade. (Se også artikler, som begynder med Algade)
Algade er Aalborgs ældste gade, der før byens opståen forbandt øst- og vestsiden af Østerås brede kær. Gaden kan dateres som byens hovedgade i begyndelsen af 1000-tallet. 
I vest har Algade forbindelse til Vesterbro, mod øst fortsættes Algade af først Bredegade og efterfølgende af Nørregade. Begge gader var en del af den historiske Algade; i dag fungerer de som gågade, ligesom en stor del af Algade.
Algade vest for Boulevarden og op til Algade Post og Telegraf og det kommende Magasin, forventes lavet til gågade i 2014/2015[kilde mangler]. En række udvalgsvarebutikker ligger i Algade, og stormagasinet Salling har et indgangsparti fra gaden. Nordjyllands Historiske Museum har til huse i Algade 48, mens Gråbrødrekloster Museet, som er en del af NHM, har indgang fra en elevator på hovedgaden. Her findes udstillinger om og underjordiske ruiner fra det gamle Gråbrødrekloster fra 1250.
I februar 2019 fandt håndværkere under kloakgravning i Algade et intakt sværd fra 1300-tallet. En såkaldt blodrille i klingen gør det 122 cm lange metalsværd overraskende let.